# Gentofte Volley 2015-2016 (maschile)
Questa voce raccoglie le informazioni riguardanti il Gentofte Volley nelle competizioni ufficiali della stagione 2015-2016.

## Organigramma societario
- Allenatore: Peter Borglund
- Allenatore in seconda: Joakim Larsen
- Scout man: Ask Harsløf, Julie Lee

## Rosa
| N° | Nome                | Ruolo | Data di nascita  | Nazionalità sportiva |
| -- | ------------------- | ----- | ---------------- | -------------------- |
| 1  | Casper Olesen       | P     | 15 marzo 1991    | Danimarca            |
| 2  | Thomas Pedersen     | C     | 12 gennaio 1993  | Danimarca            |
| 3  | Ibrahim Alievski    | L     | 13 agosto 1988   | Danimarca            |
| 4  | Simon Gade          | C     | 6 settembre 1991 | Danimarca            |
| 5  | Rasmus Mikelsons    | C     | 2 maggio 1998    | Danimarca            |
| 6  | Aske Sørensen       | C     | 20 aprile 1993   | Danimarca            |
| 7  | Mads Møllgaard      | S     | 7 maggio 1995    | Danimarca            |
| 8  | Jesper Wallert      | C     | 11 marzo 1984    | Danimarca            |
| 9  | Frederik Mikelsons  | L     | 18 aprile 1991   | Danimarca            |
| 10 | Mikkel Andersen     | P     | 17 febbraio 1993 | Danimarca            |
| 11 | Sebastian Mikelsons | P     | 20 novembre 1988 | Danimarca            |
| 12 | Oscar Møllgaard     | S     | 11 febbraio 1997 | Danimarca            |
| 13 | Philip Özari        | S     | 26 giugno 1993   | Danimarca            |
| 14 | Casper Christiansen | S/O   | 25 giugno 1986   | Danimarca            |
| 15 | Peter Bonnesen      | S/O   | 16 marzo 1993    | Danimarca            |
| 18 | Rune Huss           | C     | 18 maggio 1989   | Danimarca            |